# Barney Stinson
Barnabus Stinson (en català Bernabé Stinson), és més conegut com a Barney Stinson. És un personatge de ficció que forma part de les 5 figures protagonistes de la comèdia novaiorquesa, How I Met Your Mother (Com vaig conèixer a la vostra mare). Barney és interpretat pel Neil Patrick Harris. Acompanya els altres quatre protagonistes de la sèrie que són en Ted Mosby (Josh Radnor), Robin Scherbatsky (Cobie Smulders), Lily Aldrin (Alyson Hannigan) i Marshall Eriksen (Jason Segel). La sèrie va ser creada pels estatunidencs Craig Thomas i Carter Bays. Produïda per la CBS, va ser estrenada el 19 de setembre de 2005 i donada per finalitzada el 31 de març de 2014.

## Biografia del personatge fictici

### Infància i vida abans del show
Barney de nen és interpretat per Tanner Maguire. En la sèrie, es menciona que Stinson va néixer l'any 1976. A més en el capítol, El tren borratxo (The Drunk Train), s'al·lega que Barney és escorpí. Llavors es pot concloure que va néixer entre el 23 d'octubre i el 21 de novembre de 1976.
Va ser criat a Staten Island en un entorn disfuncional. La seva mare Loretta (interpretada per Frances Conroy), en la sèrie, es un personatge promiscu. Que mentia amb freqüència per evitar possibles problemes als seus fills. La identitat del pare no es coneixia. Quan era petit, en Barney, es preguntava qui era. Ella li mentia dient que era el presentador del programa preu just (the price is right), Bob Barker. Anys després Stinson apareix en el programa amb la intenció de conèixer al seu pare. Però es queda en blanc i no li pot comunicar al presentador que suposadament és el seu fill.
Barney, no és fill únic. De part de mare, James és el seu germà gran (interpretat per Wayne Brady). Quan era jove, ell tampoc coneixia qui era el seu pare. Fins que en el transcurs de la sèrie va descobrir que era Sam Gibbs (interpretat per Ben Vereen). En James és un personatge tranquil i entranyable. És afroamericà, a diferència del Barney que és ros amb els ulls blaus. Ell es considera homosexual. Es podria dir que també és faldiller, però amb el pas de les temporades es torna més sensat i acaba per casar-se. En Barney, també té una germana i un germà de part de pare. Sabrà de l'existència d'aquest i dels seus altres dos germans, en la temporada 6.
De nen, era terrible als esports. Tot i que en la sèrie millora força. Llavors, arriba a ser expulsat de l'equip de bàsquet. La seva mare, per no ferir els seus sentiments, li diu que era massa bo per l'equip. Amb tantes mentides, en Barney es va criar en un entorn sobreprotegit i irreal, convertint-se amb algú egocèntric i frívol.
A l'escola en algunes escenes sembla que tingués amics. Però també és cert que durant un temps, a l'escola, es van ficar amb ell. Que, potser és la causa de per què és un faldiller. En la sèrie, Stinson, en aconseguir tenir relacions sexuals amb més de 200 dones, va directe a refregar-ho a l'assetjador que tenia de petit. Perquè el Mattew, l'assetjador, deia que ell havia estat amb més de 100 dones, tot i que fos mentida, el Barney s'ho va creure. Per descomptat, el Matthew, es va quedar impressionat que el Barney ho hagués fet per rancor.
Van passant els anys i es converteix en un home innocent, activista, ideal i “hippie”. Treballant en un cafè junt amb la seva núvia Shannon (interpretada per Katie Walder) a més tenia pensat unir-se amb ella als cossos de pau a Nicaragua i perdre la virginitat amb ella després de casar-se. Però ella li va donar plantó. Stinson, en adonar-se va demanar-li explicacions. Ella el va mentir dient que el seu pare no el deixava anar. Però en tornar al cafè, veu que està amb un altre home. En Barney, estava fet pols i va demanar consell al seu germà que el va recomanar perdre la virginitat amb una amiga de la seva mare. D'aquesta forma, el Barney va perdre la virginitat amb 23 anys. Tot plegat, va fer canviar la seva mentalitat. Es va voler convertir com el Greg, com l'home que li havia robat la núvia. Va començar a vestir amb trajo i a aplicar per ser un home de negocis.

### Durant la sèrie (2005 - 2014)
En Barney es converteix en un faldiller compulsiu. Es passa les nits al MacLaren's Pub, inventant estratègies boges per tal de lligar amb noies. Vesteix sempre elegant, amb esmòquing, inclús per dormir. Producte de la infància, és misteriós i tancat. És converteix en una persona insegura i egocèntrica. Amb una perspectiva trastornada de la realitat. Es fa notòria també la seva afició pels “làser tag”, el whisky escocès i la màgia. A més de la seva obsessió a proposar-se reptes i viure experiències boges.
Se sap que Barney treballa al Goliath National Bank. Però no se sap a què es dedica. Ell sempre respon dient “si us plau” de l'anglès please i les sigles (P. L. E. A. S. E.). Que al final de la sèrie es descobreix que tenen un significat. Proporcionar Exclusió Legal i Firmar Tot (Provide Legal Exculpation And Sign Everything).
Al llarg de la sèrie, Barney repeteix un vocabulari que el fa únic com per exemple: només tinc una regla (I only have one rule), quan de fet en té centenars, legend- espera un moment- dari (legen - wait for it - dary), increïble! (awesome!), posa't trajo! (suit up!), entre altres frases.
Barney és el responsable del transcurs de la sèrie, presentant Ted a Robin en el McLaren's, el bar de sempre, dient a Robin la seva freqüent frase de “Coneixes a Ted?” (Have you met Ted?). Els fets que passen entre Ted i Robin al començament de la sèrie fan que Robin, acabi per unir-se a la colla definitivament. Al principi de la sèrie, s'obsessiona en el fet que Ted gaudeix-hi de ser solter i ell si més no, també gaudir-ne de la seva.
Barney fuma, però en la sèrie es menciona que ho deixa l'any 2017.

#### Amistats

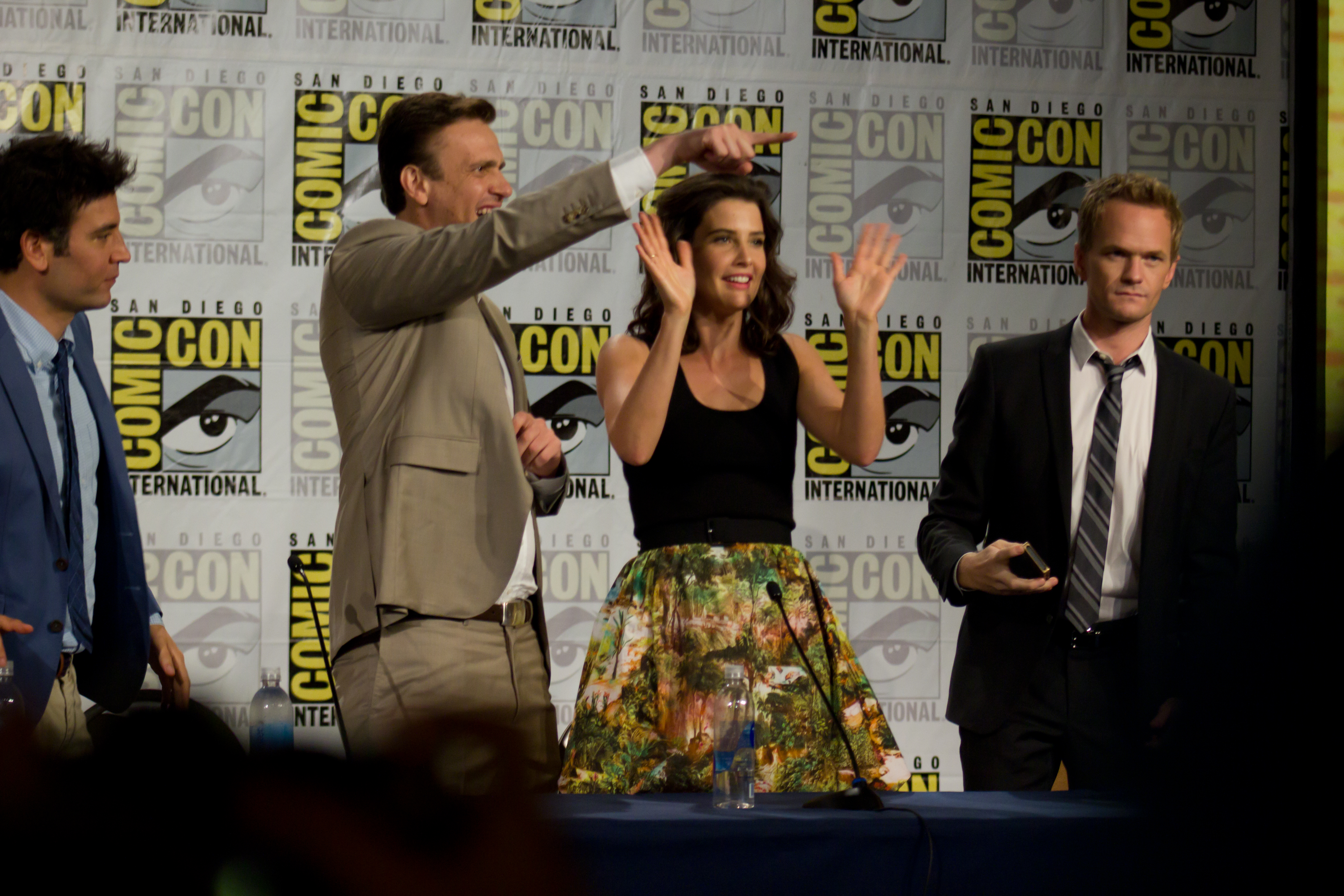
Radnor, Segal, Smulders i Harris a la Còmic-Con. Actors que representen a Ted, Marshall, Robin i Barney.

Pel Barney, el seu millor amic és en Ted, tot i que per Mosby, Stinson no ho és, sinó que és en Marshall. Això en Barney li genera un malestar que provoca el seu propi engany per convènce's que és ell el verídic millor amic d'en Ted.
Tot i això no vol dir que en Barney i Marshall siguin enemics, tot el contrari. En Barney inclús li ha aconseguit feina a la seva empresa el GNB (Goliath National Bank). No només això, en Barney va convèncer a la Lily perquè tornés de San Francisco anant ell en persona fins a la ciutat californiana. També a la boda de Marshall i Lily ha sigut junt amb Ted, padrí.En la temporada dos, Marshall i Barney van fer una aposta que en Barney va perdre. Van acordar que Eriksen pogués bufetejar cinc vegades a Stinson en ocasions aleatòries.  Al final es converteixen en vuit. Perquè en la temporada 7 al capítol de la Corbata d'ànecs (Ducky tie) van tornar a apostar i Barney va tornar a perdre. Les conseqüències van ser que havia de portar durant un any seguit una corbata d'ànecs d'en Marshall que, ell prèviament s'havia en rigut. Però aviat Barney es cansa i fa un tracte per perdonar-li l'aposta de la corbata, a canvi de sumar tres bufetades a l'aposta inicial. Es va concloure l'aposta quan Marshall ja havia donat les bufetades reglamentàries. L'última bufetada es va produir al capítol El final del passadís (The end of the aisle) de la temporada final.
En Ted demostra al llarg de la sèrie l'afecte que té pel Barney, tenen una amistat des del 2001, han viscut moltes vivències de bones i de dolentes. A finals de la temporada 3, Stinson acaba tenint sexe amb la Robin, exparella d'en Ted. Llavors en el seu 30 aniversari s'assabenta que el seu amic l'ha traït. Estan uns quants capítols sense parlar encara que Barney fa el possible perquè el perdoni. Però de sobte, en l'últim capítol de la temporada Miracles (Miracles), Ted pateix un accident de trànsit del que queda il·lès. Stinson en adonar-se estava a l'oficina, llavors per arribar a l'hospital l'abans possible prefereix anar corrents i comet imprudències de l'estil de saltar-se semàfors, creuar sense mirar… De sobte, en travessar el carrer per entrar a l'hospital és envestit per un autobús. Afortunadament, va aconseguir sobreviure. La colla es pensava que es tractava d'un miracle. Aquests fets van fer que Ted li digués a Barney que és com un germà per ell i així Ted perdona a Barney.
Lily i Barney, al llarg de la sèrie tenen una excel·lent relació. Però es pot considerar que el moment que estan més units és quan Barney es troba enamorat de Robin, al llarg de la temporada quatre. On li confia a ella i a ningú més el que sent per Robin i altres secrets sobre la seva infància. A més Barney va acollir a Lily quan va tornar de San Francisco. Dormint a l'apartament d'en Barney un seguit de nits.
A part de la història romàntica que té amb Robin, han sigut paral·lelament grans amics. Un moment que recorda especialment l'audiència és quan la colla va anar a Cleveland a la boda de l'amic de la infància d'en Ted, Punchy. Barney i Robin decideixen fer una coreografia davant de tots els convidats. També al principi de la sèrie, quan es coneixien d'uns mesos, Robin decideix passar una nit amb Barney com a amics. Per fer-li una alegria es decideix posar-se un trajo. Barney es queda impressionat. Aquella nit fumen cigars, juguen a làser, s'ajuden a “lligar” i gaudeixen parlant al bar de sempre. Després van anar a l'apartament de Robin a jugar als vaixells i Barney malinterpreta a Robin, llavors acaba per mig despullar-se davant d'ella amb un fallit intent de seduir-la. Robin, després de cridar-lo, li explica que té sentiments pel Ted. Barney li promet que no dirà res si no menciona el seu ridícul.

#### Vida romàntica
Barney a les primeres temporades és feliç sent un faldiller que té pànic al compromís. Ell veu a les dones com objectes. El seu èxit el motiva i el puja l'autoestima.
De sobte, producte d'una nit sexual, s'enamora de Robin. En el primer capítol de la temporada quatre, detalla a Lily els sentiments que té per Robin. Passa una temporada complicada on ha d'acceptar el que sent. A més, posteriorment, quan Ted i Robin comparteixen pis es converteixen en “amics amb beneficis”, per evitar estar sempre discutint. Barney no suporta la idea i fa el possible per evitar-ho. Al cap de tres capítols tornen a la situació anterior perquè Robin té un trobament sexual amb el secretari d'en Ted. En el capítol El Salt (The Leap), Robin se n'adona dels sentiments de Barney cap a ella. Més tard, la colla ha d'anar a l'hospital perquè una cabra li ha donat una coça a Ted. És allà on Barney i Robin es reconeixen el seu afecte i acaben per fer-se un petó. Acaben per ser parella, però al cap de poc trenquen. Ja que es fan un a l'altre miserable. Barney torna a ser el faldiller d'abans fins que coneix a Nora (interpretada per Nazanin Boniadi).
Robin organitza una trobada per conèixer companyes solteres de la seva feina i així celebrar la seva solteria. Entre altres companyes Nora va aparèixer. Allà va conèixer a Barney. Com que la trobada era al bar de sempre ell passava per allà. Van acabar sortint i al cap d'uns mesos trenquen perquè Barney li és infidel, passant la nit amb Robin.
Més tard, s'enamora d'una “stripper” anomena Quinn Garvey (Becki Newton). Ella treballa al local Lleopard Fort (Lusty Leopard), local on Barney freqüenta. Acaben per sortir i a posteriori viure junts. Fan un viatge romàntic a Hawaii, a l'aeroport, Barney a través d'un truc de màgia li demana la mà. Ella accepta. Pocs mesos després trenquen. Ja que s'adonen que no confien un amb l'altre.

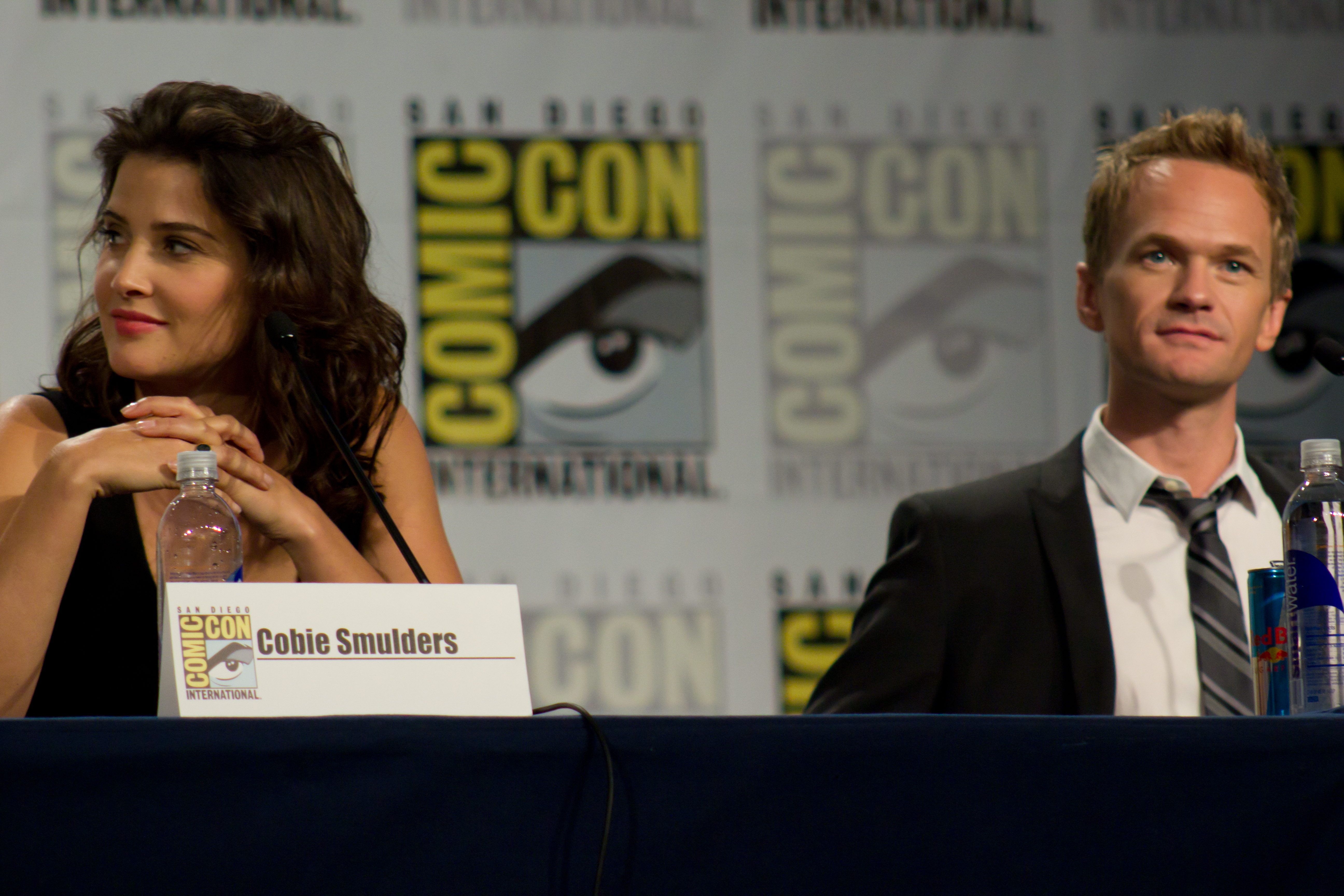
Neil Patrick Harris i Cobie Smulders, actors que donen vida a Barney i a Robin.

En la temporada vuit elabora un detallat pla per aconseguir l'amor de Robin. L'última jugada del Manual de Joc. On l'objectiu era proposar-li matrimoni a Robin. Va dir que sí. Al final de la temporada final, ambientada amb la seva boda, es casen. Després de tres anys de matrimoni es revela que es divorcien, perquè tenen poc temps per estar junts, a causa de l'agitat horari de Robin.
Barney torna a ser el faldiller d'abans. Prova de suggerir-se a obtenir “el mes perfecte”. Consisteix en un mes on va tenir cada dia relacions sexuals i amb diferents dones. Al dia 31 d'aquell mes, va deixar a una dona embarassada. Ell odia la idea de ser pare fins que arriba el dia que neix la seva filla Ellie, s'enamora perdudament d'ella i es converteix en un pare exemplar.

## Fora de la sèrie
De la mà de Matt Kuhn, apareix el llibre del Codi dels Col·legues (The Bro code). El llibre escrit en el 2008, representa que és escrit pel Barney. Tracta sobre un codi de conducta per ser un bon col·lega. Òbviament des de la comèdia i el punt de vista d'en Barney. Segons Barney, el llibre no el va escriure ell, sinó que va ser escrit en el període de la declaració d'independència dels Estats Units per un tal Barnabàs Stinson.
L'any següent, es va publicar l'extensió del Codi dels col·legues anomenat La Guia de Butxaca del Codi dels Col·legues, de l'anglès (Bro on the Go). L'any 2010 surt al mercat El Manual del Joc (The Playbook), On apareix una recopilació dels diferents trucs per lligar d'en Barney. Més tard, l'any 2012, es publica El Codi dels Col·legues per Pares: Que es pot Esperar Quan ets Sublim (Bro code for Parents: What to Expect When You're Awesome).

## Recepció
Barney és un personatge estimat dins la sèrie. Tot i ser considerat cínic i un faldiller a l'audiència li ha agradat la seva faceta d'estimar als seus amics, fer per ells el que calgui amb tal de veure'ls feliços. Segons una enquesta que es va realitzar l'any 2013, on van votar 1819 persones, Barney va ser escollit com el millor personatge amb el 48% de les votacions. Per afegir la pàgina “Entretainment”, va dur a terme una llista dels 100 millors personatges dels últims 20 anys on col·loca en Barney en el lloc #56.